# Rue Auguste-Blanqui
Ne doit pas être confondu avec Boulevard Auguste-Blanqui.
La rue Auguste-Blanqui est une voie marseillaise située dans les 5e et 6e arrondissements de Marseille. 

## Situation et accès
Cette voie en ligne droite part de la rue Fontange, dans le quartier de Notre-Dame-du-Mont. Elle entame une légère descente et se termine à l’intersection avec les rues Saint-Pierre et Vitalis, dans le quartier de la Conception.

## Origine du nom
La rue doit son nom à Auguste Blanqui dit « l'Enfermé » (1805-1881), révolutionnaire socialiste français.

## Historique
Elle s’appelait auparavant « rue Cul-de-Sac » car à l’origine c’était une impasse, puis « rue d’Assas » sous la Révolution en hommage à Louis d'Assas (1733-1760) et enfin « rue Reynard » du nom de son créateur.
Noël Reinard, entrepreneur de travaux publics, était fort connu à Marseille à la fin du XVIIIe siècle. Quelques années avant la Révolution, il ouvrit, sur des terrains qui lui appartenaient, la rue qui devait porter son nom. 
La rue n'a pas conservée sa physionomie initiale car elle a été prolongée à diverses époques. D'autres travaux permirent son nivellement dans sa partie supérieure; les propriétaires eurent du mal à s'entendre, et la municipalité dut finalement verser à chacun d'eux une indemnité forfaitaire.
Plus tard la rue prit le nom du révolutionnaire de 1848, qu'elle conserve aujourd'hui encore par délibération du 6 juillet 1926.
Nom qu’elle réutilisa du 13 janvier 1941 au 31 octobre 1944.

## Bâtiments remarquables et lieux de mémoire
- Au numéro 92 se trouvait de 1904 à 1928 l’école d'ingénieurs de Marseille. Aujourd’hui, s’y trouve l’école de formation en masso-kinésithérapie de Marseille.